# 털북숭이멧밭쥐
털북숭이멧밭쥐(Reithrodontomys hirsutus)는 비단털쥐과에 속하는 설치류의 일종이다. 멕시코에서만 발견된다.

## 분포 및 서식지
멕시코 서부의 좁은 지역에서 발견된다.

## 특징
꼬리 길이는 175~202mm이고, 몸무게는 약 20g이다. 뒷발 길이는 20~22mm, 귀 길이는 16~17mm이다.

## 생태
야행성 동물로 먹이는 곤충이다.